# Francisco Villa, Zacatecas
Francisco Villa är en ort i Mexiko.   Den ligger i kommunen Villanueva och delstaten Zacatecas, i den centrala delen av landet, 500 km nordväst om huvudstaden Mexico City. Francisco Villa ligger 1 665 meter över havet och antalet invånare är 281.
Terrängen runt Francisco Villa är varierad. Runt Francisco Villa är det ganska tätbefolkat, med 67 invånare per kvadratkilometer. Närmaste större samhälle är Tabasco, 18,5 km söder om Francisco Villa. Trakten runt Francisco Villa består i huvudsak av gräsmarker.